# Focaccia
Focaccia er et fladt ovnbagt italiensk brød, der i stil og tekstur minder om pizzabund. Focaccia kan bruge som tilbehør til madretter og som sandwichbrød. Focaccia al rosmarino (focaccia med rosmarin) er en almindelig type focaccia i det italienske køkken, der serveres som antipasto, forret, brød på bordet til hovedretter eller som snack.
Focaccia minder om det græske fladbrød Lagana.